# Usina Hidrelétrica de São Roque

## Sobre a Usina
A Usina Hidrelétrica de São Roque é uma usina hidrelétrica instalada no Rio Canoas, em Santa Catarina, no município de Vargem. Possui capacidade instalada de 142MW - potência suficiente para abastecer 400 mil domicílios.
As obras da usina se iniciaram em 2013 e levaram onze anos para serem concluídas, sendo finalizadas em 2022. 
Em fevereiro de 2022, próximo à conclusão da hidrelétrica, o canteiro de obras saltou de cerca de 100 trabalhadores para mais de 970. As obras geraram quase mil empregos diretos, a maioria recrutados localmente. A mão de obra provinha da contratação de pequenos e médios estabelecimentos locais para prestar serviços de apoio, como empresas de transporte para levar e trazer os colaboradores dos alojamentos ao canteiro, fornecedores de refeições, oficinas, empresas de vigilância, fornecedores de combustíveis e entre outros. 
Um dos diferencias da hidrelétrica é o seu Reservatório de Regularização, já que as usinas mais recentes foram construídas no modelo fio d'água, ou seja, sem capacidade de acumulação. Assim, a São Roque funciona como um tipo de bateria natural: em épocas de chuva consegue armazenar água para ser utilizada nos períodos de seca para geração de energia. 

## Informações técnicas
A barragem da usina é feita de concreto compactado a rolo (CCR) com uma face vertical a montante. A usina tem 62 quilômetros quadrados e uma barragem de 67,75 metros de altura. Os três geradores fornecidos pela empresa WEG pesam 285 toneladas cada e têm aproximadamente oito metros de diâmetro. À jusante da tomada de água existem três condutos forçados, um para cada unidade, com comprimento médio de 55 m, com duas curvas verticais em cada conduto forçado, e sem curvas horizontais.

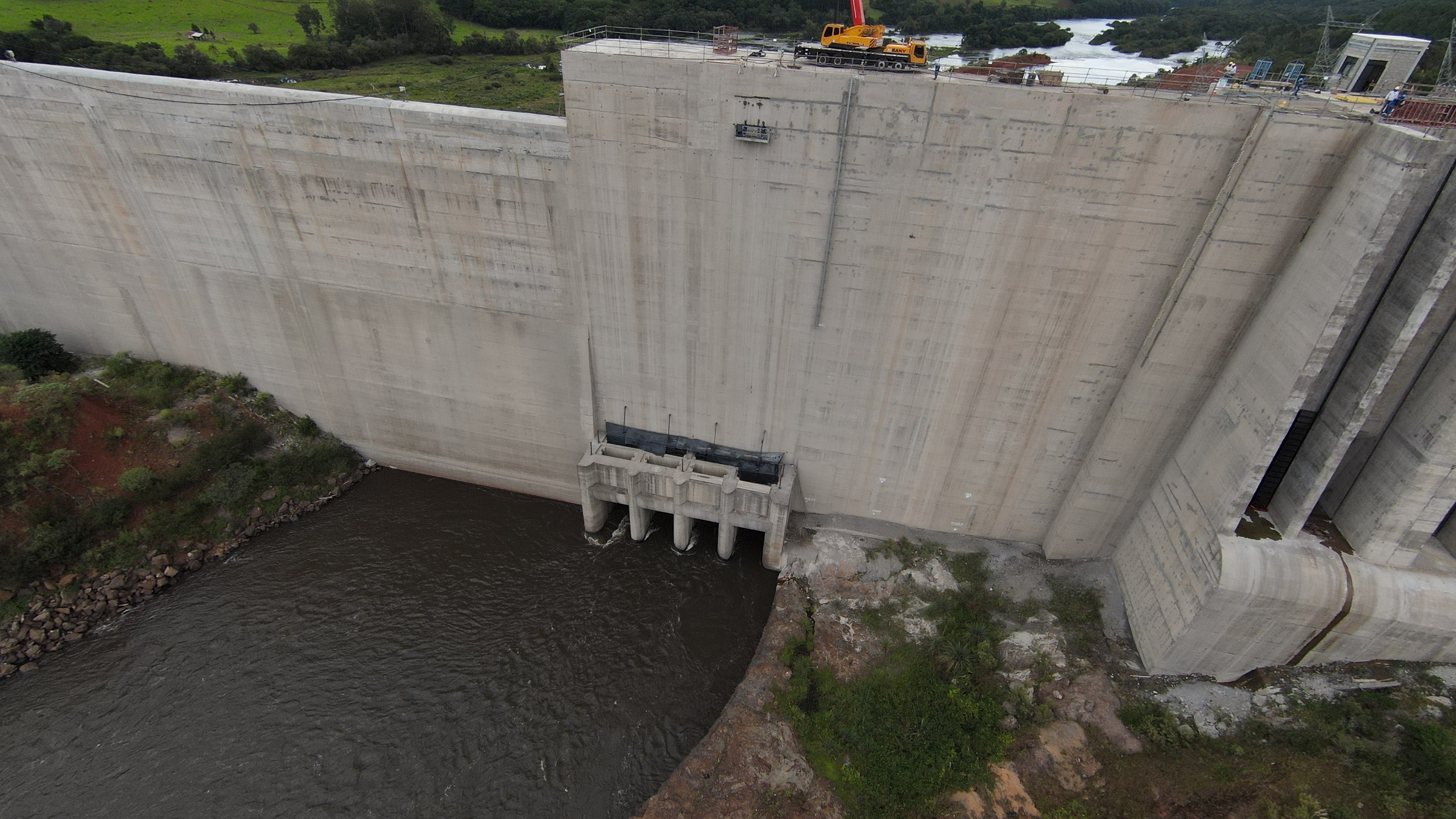
Barragem de 67,75 metros de altura, com concreto compactado a rolo.